# Taftan Tour
O Taftan Tour foi uma carreira ciclista profissional por etapas que se disputava no Irão, a primeiros do mês de março.
Disputaram-se duas edições, em 2007 e 2008, fazendo parte do UCI Asia Tour, dentro da categoria 2.2 (última categoria do profissionalismo).
O número de etapas foi variável assim a sua primeira edição teve prólogo mais 4 etapas a segunda teve prólogo mais 5 etapas e uma delas contrarrelógio. Isso sempre começou em Zaedã e finalizou em Chabahar.

## Palmarés
| Ano  | Ganhador        | Segundo              | Terceiro        |
| ---- | --------------- | -------------------- | --------------- |
| 2007 | Hossein Nateghi | Ali Reza Asgharzadeh | Hamed Seifi Kar |
| 2008 | Hossein Nateghi | Hossein Alizadeh     | Vahid Chaffare  |

## Palmarés por países
| País | Vitórias |
| ---- | -------- |
| Irão | 2        |